# Tropes d'assalt

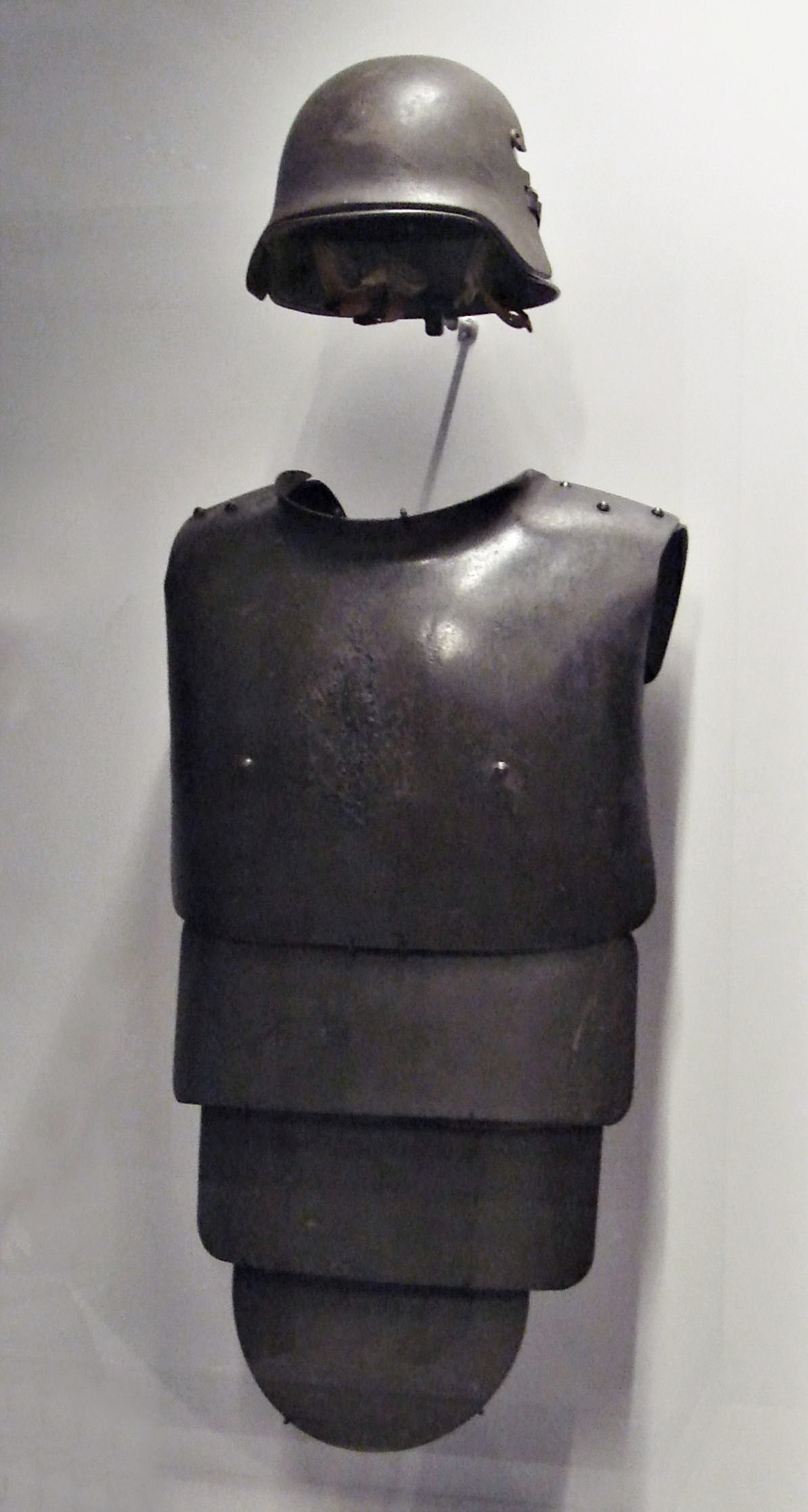
Peces d'equipament típiques de les forces d'assalt alemanyes: casc (amb placa frontal blindada) i cuirassa

Tropes d'assalt és el terme genèric amb què es designen les unitats d'elit desenvolupades pels principals exèrcits contendents durant la Primera Guerra Mundial per a realitzar cops de mà en el marc de la guerra de trinxeres trencant la línia del front enemic en un o dos kilòmetres màxim amb tàctiques d'infiltració amenaçant les tropes que no s'havien mogut des del front. El terme procedeix de l'alemany Sturmtruppen mitjançant l'adaptació francesa troupes d'assaut, la qual establí la pauta per a les altres llengües romàniques. El concepte és proper a l'actual de forces especials.
Hi hagué tropes d'assalt als exèrcits francès, austrohongarès, etc., però hi destaquen les dels exèrcits alemany (Sturmtruppen) i italià (arditi). Aquests darrers foren els únics a enquadrar-se com a cos separat i dotat d'uniforme propi; en altres exèrcits les tropes d'assalt s'enquadraven en meres unitats, generalment al si de l'arma d'infanteria, i duent l'uniforme de l'arma de procedència.
Els atacs de les tropes d'assalt havien d'ésser necessàriament fulminants, per la rapidesa i la brutalitat; llurs membres, generalment voluntaris, eren (o esdevingueren) homes endurits. Per la naturalesa de llur tasca, que exigia un màxim de llibertat de moviments amb el mínim de pes, els membres de les tropes d'assalt usaven armes de foc lleugeres, fàcils de manejar, com ara pistoles i subfusells, així com armes blanques (baionetes, punyals de trinxera). De la mateixa manera, llur equipament es reduïa a la mínima expressió; per exemple, un sarró carregat de granades. No era rar que hi afegissin elements irreglamentaris, sovint de fabricació artesanal (per exemple, cascos de llauna de disseny capriciós, entre els arditi). Un bon nombre duia cuirassa.
Al si de les tropes d'assalt, i entorn seu, tendí a desenvolupar-se un culte de l'heroisme amb aspectes de mística de la violència, tot plegat amb elements feixistitzants. De fet, un cop desmobilitzats, molts exmembres de les tropes d'assalt, incapaços de reincorporar-se a la vida civil, participaren en la creació d'organitzacions feixistes i altres d'extrema dreta, en què sovint formaven la base de les milícies; a Alemanya, per exemple, molts passaren pels cossos francs.
El món de les tropes d'assalt està força ben representat en el film francès Capitain Conan.